# Alessandro Celli
Alessandro Celli (Roma, 1976) è un regista e autore televisivo italiano.

## Biografia
Si laurea in Economia e Commercio a Roma e consegue un Master in Arte e Tecnica Cinematografica presso la London Film School. Realizza diversi cortometraggi vincitori di una trentina di premi internazionali e, in Italia, di un David di Donatello, un Globo d’Oro e due menzioni speciali della giuria per il Nastro D'Argento.
Inizia a lavorare in pubblicità con Casta Diva Pictures prima di esordire in televisione nella stagione 2011/2012 con Lola e Virginia, sitcom per ragazzi di cui è sceneggiatore e regista.
Nel 2013 è assistente alla regia sulla prima serie di Braccialetti rossi, produzione Palomar per la quale firma il casting dei protagonisti minorenni. Per la stessa casa di produzione inizia nel 2014 una collaborazione esclusiva come autore e sceneggiatore lavorando allo sviluppo di nuovi progetti, concentrandosi sulla scrittura di concept, format e soggetti cinematografici inediti. 
Nel 2017/2018 per Zerostudio's firma come aiuto regia e autore due stagioni del progetto di fiction e teatro del programma M, approfondimento storico-culturale ideato e condotto da Michele Santoro e prodotto con il centro Rai di Torino. 
Sempre nel 2018 dirige Jams (10 episodi x 25 min.) una nuova serie kids per Rai Gulp prodotta da Stand By Me e Rai Ragazzi. In onda in Italia agli inizi del 2019, vince nella categoria Best Live Action Series al Festival Cartoons on the Bay 2019 e Best Innovative Content a Cannes 2019.
Nel 2019 è regista della docufiction Giorgio Ambrosoli - Il prezzo del coraggio, prodotta da Stand By Me e Rai Fiction. Firma la seconda stagione di Jams (20 episodi da 25 minuti), prodotta da Stand By me e Rai Ragazzi, in onda a marzo 2020.
Nel 2019/2020 per Disney Italia dirige I cavalieri di Castelcorvo, 15 puntate da 25 minuti.
Nel 2021 il suo primo lungometraggio Mondocane, prodotto da Matteo Rovere per Groenlandia, con Alessandro Borghi, viene presentato in Concorso alla 36ª Settimana Internazionale della Critica nell’ambito della Mostra Internazionale d’Arte Cinematografica della Biennale di Venezia.
Nel 2022 dirige Di4ri, 15 episodi da 25 minuti circa, la prima serie italiana di Netflix per preadolescenti uscita il 18 maggio in Italia e a fine luglio negli altri Paesi.

## Filmografie parziale

### Cinema
- Leo e Sandra - cortometraggio (2004)
- Montesacro - cortometraggio (2005)
- Fine corsa - cortometraggio (2007)
- Uova - cortometraggio (2007)
- La pagella - cortometraggio  (2009)
- Mondocane (2021)

### Televisione
- Lola e Virginia - serie TV (2011-2012)
- Giorgio Ambrosoli - Il prezzo del coraggio - film TV (2019)
- I cavalieri di Castelcorvo - serie TV (2020)
- Jams - serie TV (2020)
- Di4ri - serie TV (2022)
- L'anello ritrovato - tecnica mista (Rai Kids, 2024)